# Драганова
Драганова (пол. Draganowa) — село в Польщі, у гміні Хоркувка Кросненського повіту Підкарпатського воєводства. Розташоване на межі Нижніх Бескидів та Передгір'я Карпат, село має багату історію, засноване у 14 столітті (перші письмові записи надходять із 1366 року). Село розташоване поряд із так званою Долиною Смерті Смерті.
Населення — 560 осіб (2011).
У селі є римо-католицька храмова церква, побудована в 1985 році та присвячена Богоматері Розарії.
У 1975—1998 роках село належало до Кросненського воєводства.

## Демографія
Демографічна структура станом на 31 березня 2011 року:
|          | Загалом | Допрацездатний вік | Працездатний вік | Постпрацездатний вік |
| -------- | ------- | ------------------ | ---------------- | -------------------- |
| Чоловіки | 283     | 71                 | 185              | 27                   |
| Жінки    | 277     | 47                 | 151              | 79                   |
| Разом    | 560     | 118                | 336              | 106                  |

## Особистості зв'язані зі селом
- Володис Кандерфер[pl] — скульптор і художник; автор вівтарної скульптури «Богоматір Розарія» в церкві «Богоматір Розарії» у Драгановому.